# Celtic Nation FC
Celtic Nation FC (celým názvem: Celtic Nation Football Club) byl anglický fotbalový klub, který sídlil ve městě Carlisle v nemetropolitním hrabství Cumbria. Založen byl v roce 2004 pod názvem Gillford Park Spartans FC. V roce 2012 začal klub štědře sponzorovat skotský milionář Frank Lynch, s čímž ovšem souvisela změna názvu na Celtic Nation FC. V roce 2015 klubové vedení potvrdilo odhlášení z Northern League, kvůli ztrátě domácího hřiště ve prospěch městských rivalů z Carlisle City FC. Následně byl klub po těchto událostech rozpuštěn. Klubové barvy byly zelená a bílá.
Své domácí zápasy dehrával na stadionu Gillford Park s kapacitou 4 000 diváků.

## Historické názvy
Zdroj:
- 2004 – Gillford Park Spartans FC (Gillford Park Spartans Football Club)
- 2006 – Gillford Park FC (Gillford Park Football Club)
- 2012 – Celtic Nation FC (Celtic Nation Football Club)

## Získané trofeje
- Cumberland Senior Cup ( 1× )
  - 2013/14

## Úspěchy v domácích pohárech
Zdroj: 
- FA Cup
  - Preliminary Round: 2012/13
- FA Vase
  - 2. kolo: 2011/12

## Umístění v jednotlivých sezonách
Stručný přehled
Zdroj: 
- 2005–2006: Northern Football Alliance (Division Two)
- 2006–2007: Northern Football Alliance (Division One)
- 2007–2009: Northern Football Alliance (Premier Division)
- 2009–2012: Northern Football League (Division Two)
- 2012–2015: Northern Football League (Division One)

Jednotlivé ročníky
Zdroj: 
Legenda: Z - zápasy, V - výhry, R - remízy, P - porážky, VG - vstřelené góly, OG - obdržené góly, +/- - rozdíl skóre, B - body, červené podbarvení - sestup, zelené podbarvení - postup, fialové podbarvení - reorganizace, změna skupiny či soutěže
| Anglie (2005 – 2015) |                                               |        |    |    |    |    |     |     |     |    |        |
| Sezóny               | Liga                                          | Úroveň | Z  | V  | R  | P  | VG  | OG  | +/- | B  | Pozice |
| 2005/06              | Northern Football Alliance (Division Two)     | 13     | 28 | 19 | 3  | 6  | 99  | 53  | +46 | 57 | 2.     |
| 2006/07              | Northern Football Alliance (Division One)     | 12     | 30 | 24 | 3  | 3  | 101 | 39  | +62 | 75 | 1.     |
| 2007/08              | Northern Football Alliance (Premier Division) | 11     | 30 | 17 | 10 | 3  | 67  | 30  | +7  | 61 | 3.     |
| 2008/09              | Northern Football Alliance (Premier Division) | 11     | 32 | 19 | 10 | 3  | 61  | 32  | +29 | 67 | 2.     |
| 2009/10              | Northern Football League (Division Two)       | 10     | 38 | 15 | 5  | 18 | 67  | 74  | -7  | 50 | 11.    |
| 2010/11              | Northern Football League (Division Two)       | 10     | 38 | 14 | 9  | 15 | 63  | 59  | +4  | 51 | 11.    |
| 2011/12              | Northern Football League (Division Two)       | 10     | 42 | 27 | 8  | 7  | 125 | 62  | +63 | 86 | 2.     |
| 2012/13              | Northern Football League (Division One)       | 9      | 46 | 19 | 10 | 17 | 80  | 79  | +1  | 67 | 10.    |
| 2013/14              | Northern Football League (Division One)       | 9      | 44 | 28 | 11 | 5  | 107 | 41  | +66 | 95 | 9.     |
| 2014/15              | Northern Football League (Division One)       | 9      | 42 | 7  | 7  | 28 | 52  | 121 | -69 | 28 | 21.    |